# Walter Bruce
Walter Bruce (Belfast, 12 febbraio 1938 – 28 novembre 2015) è stato un calciatore nordirlandese, di ruolo centrocampista.

## Biografia
Bruce sposò una donna di nome Iris, da cui ebbe tre figli: Neale, Stuarte Ian. É morto nel 2015.

## Carriera

### Club
Bruce giocò quasi tutta la carriera agonistica nel Glentoran, società con cui vinse tra le tante competizioni quattro campionati nordirlandesi. Venne ingaggiato dal club di Belfast nel 1953, esordendovi il 25 febbraio 1956 nella vittoria per 2-1 contro il Derry City. Fu presente anche nell'esordio in una competizione europea del club, la Coppa delle Fiere 1962-1963.
Con il suo club prese parte a due edizioni della Coppa Campioni, giocandovi tre incontri. In totale, tra tutte le varie competizioni continentali, giocò 13 incontri. Con il Glentoran ha giocato in totale 528 incontri ufficiali, segnando 140 reti.
Nell'estate 1967 il club nordirlandese disputò il campionato nordamericano organizzato dalla United Soccer Association: accadde infatti che tale campionato fu disputato da formazioni europee e sudamericane per conto delle franchigie ufficialmente iscritte al campionato, che per ragioni di tempo non avevano potuto allestire le proprie squadre. Il Glentoran rappresentò i Detroit Cougars, e chiuse al quarto posto della Eastern Division, non qualificandosi per la finale.
Ritorna in forza ai Cougars l'anno seguente, con cui prende parte alla prima edizione della NASL. Con il club di Detroit ottiene il quarto ed ultimo posto della Lakes Division.

### Nazionale
Bruce giocò due incontri con la nazionale di calcio dell'Irlanda del Nord, entrambe nel Torneo Interbritannico.

## Statistiche

### Cronologia presenze e reti in Nazionale
| Cronologia completa delle presenze e delle reti in nazionale ― Irlanda del Nord | Cronologia completa delle presenze e delle reti in nazionale ― Irlanda del Nord | Cronologia completa delle presenze e delle reti in nazionale ― Irlanda del Nord | Cronologia completa delle presenze e delle reti in nazionale ― Irlanda del Nord | Cronologia completa delle presenze e delle reti in nazionale ― Irlanda del Nord | Cronologia completa delle presenze e delle reti in nazionale ― Irlanda del Nord | Cronologia completa delle presenze e delle reti in nazionale ― Irlanda del Nord | Cronologia completa delle presenze e delle reti in nazionale ― Irlanda del Nord |
| Data                                                                            | Città                                                                           | In casa                                                                         | Risultato                                                                       | Ospiti                                                                          | Competizione                                                                    | Reti                                                                            | Note                                                                            |
| ------------------------------------------------------------------------------- | ------------------------------------------------------------------------------- | ------------------------------------------------------------------------------- | ------------------------------------------------------------------------------- | ------------------------------------------------------------------------------- | ------------------------------------------------------------------------------- | ------------------------------------------------------------------------------- | ------------------------------------------------------------------------------- |
| 9-11-1960                                                                       | Glasgow                                                                         | Scozia                                                                          | 5 – 2                                                                           | Irlanda del Nord                                                                | Torneo Interbritannico 1961                                                     | -                                                                               |                                                                                 |
| 12-4-1967                                                                       | Belfast                                                                         | Irlanda del Nord                                                                | 0 – 0                                                                           | Galles                                                                          | Torneo Interbritannico 1967                                                     | -                                                                               |                                                                                 |
| Totale                                                                          |                                                                                 | Presenze                                                                        | 2                                                                               |                                                                                 | Reti                                                                            | 0                                                                               |                                                                                 |

## Palmarès
- Campionato nordirlandese di calcio: 4

Glentoran: 1964, 1967, 1968, 1970
- Irish Cup: 1

Glentoran: 1973
- Gold Cup (Irlanda del Nord): 3

Glentoran: 1960, 1962, 1966
- Ulster Cup: 1

Glentoran: 1967
- City Cup: 4

Glentoran: 1957, 1965, 1967, 1970
- County Antrim Shield: 3

Glentoran: 1957, 1968, 1971